# منطقة أعزاز
منطقة أعزاز منطقة سورية إدارية تتبع محافظة حلب ومركزها مدينة أعزاز، بلغ تعداد سكان المنطقة 251,769 نسمة حسب التعداد السكاني لعام 2004.

## نواحي منطقة أعزاز
- ناحية مركز أعزاز
- ناحية تل رفعت
- ناحية أخترين
- ناحية صوران
- ناحية مارع
- ناحية نبل